# Festival Internacional de Cinema de Melbourne
O Festival Internacional de Cinema de Melbourne é um evento cinematográfico anual realizado no mês de agosto em Melbourne, Austrália. Sua primeira edição foi realizada em 1952, tornando-o um dos mais antigos do mundo.